# Eyimofe

Eyimofe (Eyimofe: This Is My Desire ), también conocida como This Is My Desire, es una película dramática nigeriana de 2020 producida, escrita y dirigida por los gemelos Arie y Chuko Esiri en su debut como directores. Está compuesta de dos capítulos denominados España e Italia. Está protagonizada por Jude Akuwudike y Temi Ami-Williams. Obtuvo reseñas positivas de los críticos y se proyectó en festivales internacionales de cine en 17 países.

## Sinopsis
Dividida en dos capítulos diferentes, la película gira en torno al técnico trabajador de fábrica Mofe (Jude Akuwudike) y la peluquera Rosa (Temi Ami-Williams) en su búsqueda de lo que anticipan y creen que será una vida mejor en costas extranjeras. Sin embargo, las cosas se aceleran repentinamente cuando Mofe pierde a su familia, mientras que Rosa no está a la altura de las expectativas y la promesa que le hizo a Mofe.

## Elenco
- Jude Akuwudike como Mofe
- Temi Ami-Williams como Rosa
- Cynthia Ebijie como Grace
- Tomiwa Edun como Seyi
- Jacob Alexander como Peter
- Chioma Omeruah como Mama Esther
- Ejke Asiegbu como Goddey
- Sadiq Daba como Jakpor
- Imoh Eboh como enfermera
- Chiemela Azurunwa como médico

## Producción
Fue anunciada por los hermanos Arie y Chuko Esiri mientras trabajaban juntos para el proyecto. La película fue el debut como director de ambos. Se financió íntegramente en Nigeria y se rodó en 16 mm, en 48 lugares de Lagos, donde se desarrolló la película. También se rodaron escenas en Nueva York. Recibió el premio Purple List 2018 y fue elegida como uno de los diez proyectos del IFP Narrative Lab 2019 en Nueva York.

## Lanzamiento y recepción
Fue proyectada en distintos festivales de cine internacionales realizados en Sudáfrica, Países Bajos, Estados Unidos, Italia, Polonia, Reino Unido, España, Brasil, Portugal, Emiratos Árabes Unidos, Canadá, Austria, China, Grecia, Egipto, Alemania e India.
Fue seleccionada oficialmente para estrenarse en 17 países en sus respectivos festivales de cine de la siguiente manera.
- 70 ° Festival Internacional de Cine de Berlín, Alemania (24 de febrero de 2020)[12][13][14]
- Festival Internacional de Cine de Vancouver, Canadá (26 de septiembre de 2020)[15]
- BFI London Film Festival, Reino Unido (11 de octubre de 2020)[16]
- 2020 Cine África
- Festival Internacional de Cine Indie de Lisboa 2020, Portugal
- 2020 Internacional de Cinema Festival Internacional de Cine de São Paulo / Mostra Festival de Cine de São Paulo, Brasil[17]
- Festival Internacional de Cine Cinecitta 2020, Países Bajos[18]
- Festival de Cine AFI, EE. UU. (20 de octubre de 2020)
- Festival Internacional de Cine de Valladolid 2020, España
- Festival de la plataforma cinematográfica de Sharjah, Emiratos Árabes Unidos[19]
- Festival Internacional de Cine de El Cairo 2020, Egipto[20]
- Festival Internacional de Cine de Tesalónica 2020, Grecia
- Festival Internacional de Cine de Karlovy Vary 2020[21]
- Festival Internacional de Cine New Horizons 2020, Polonia
- Festival de Cine de Turín, Italia (24 de noviembre de 2020)[22]
- Festival Internacional de Cine de la Isla de Hainan 2020, China[23]
- Vienale, Austria
- Sección Panorama mundial del 51.er Festival Internacional de Cine de la India (24 de enero de 2021)[24]
- Festival de Cine BlackStar 2021[25]

## Premios y nominaciones
Recibió algunos premios y nominaciones en festivales de cine. Ganó el premio Achille Valdata en el Festival Internacional de Cine de Turín de 2020.
| Año  | Premios                                        | Categoría                        | Resultado     |
| ---- | ---------------------------------------------- | -------------------------------- | ------------- |
| 2020 | Festival Internacional de Cine de Berlín       | Mejor ópera prima                | Nominado      |
| 2020 | Festival Internacional de Cine Indie de Lisboa | Gran Premio Ciudad de Lisboa     | Nominado      |
| 2020 | Festival de Cine de Turín                      | Premio de la Ciudad de Turín     | Nominado      |
| 2020 | Festival Internacional de Cine de Valladolid   | Mejor largometraje               | Nominado      |
| 2020 | Berlinale                                      | Mejor ópera prima                | Nominado      |
| 2021 | Festival de Cine BlackStar                     | Mejor narrativa de largometraje  | Ganador       |
| 2021 | Premios de la Academia de Cine de África       | Mejor película                   | En proceso... |
| 2021 | Premios de la Academia de Cine de África       | Mejor Director                   | En proceso... |
| 2021 | Premios de la Academia de Cine de África       | Mejor actor principal            | En proceso... |
| 2021 | Premios de la Academia de Cine de África       | Logro en la edición              | En proceso... |
| 2021 | Premios de la Academia de Cine de África       | Mejor película nigeriana         | En proceso... |
| 2021 | Premios de la Academia de Cine de África       | Mejor sonido                     | En proceso... |
| 2021 | Premios de la Academia de Cine de África       | Mejor ópera prima de un director | En proceso... |